# Hans-Momsen-Schule
Die Hans-Momsen-Schule in Fahretoft war von 1963 bis 2009 eine Grundschule in der Gemeinde Dagebüll im Kreis Nordfriesland. Namensgeber der Schule war der Fahretofter Mathematiker und Astronom Hans Momsen. Mit zuletzt 3 Lehrkräften, 17 Schülerinnen und 21 Schülern war sie eine der kleinsten Grundschulen auf dem Festland in Schleswig-Holstein. Sie musste aufgrund neuer Regelungen im Schulgesetz zum 1. August 2009 aufgelöst werden. Die Schülerinnen und Schüler besuchen seither die Grundschule in Risum.

## Friesisch
Eine besondere Rolle spielte der Friesisch-Unterricht der Schule. Er wurde zum Schuljahr 1981/82 als freiwilliges Angebot eingeführt, an dem alle Schüler teilnahmen. Der Unterricht wurde von Greta Johannsen bis zu ihrer Pensionierung im Jahre 2007 geleitet. Sie führte im Jahre 1988 ein Patenschaftsmodell für den Unterricht ein. Dabei stand jedem Schüler ein erwachsener Friesisch-Sprecher als Pate zur Verfügung. Alle zwei Wochen nahmen die Paten am Unterricht teil und es gab regelmäßig gemeinsam besuchte Ausflüge und Veranstaltungen. Ein Beispiel ist ein Bastelnachmittag zur Weihnachtszeit, an dem gemeinsam traditionelle friesische Weihnachtsbäume gebaut und ausgeschmückt wurden. Die Schule erhielt dafür 2003 den Christian-Feddersen-Preis.

## Ausstattung
Zur Schule gehörten neben den üblichen Räumlichkeiten wie Klassenzimmern und Pausenhof eine Turnhalle, ein angeschlossener Sportplatz, ein Lehrschwimmbecken sowie ein umgebender Schulwald. Das Lehrschwimmbecken konnte erst nach Sanierung von Baumängeln 1968 in Betrieb genommen werden, davor war Schlüttsiel als Badestelle genutzt worden. Schwimmkurse wurden auch nachmittags angeboten. Im Sommer dient das Becken der Gemeinde als Freibad und die Sporteinrichtungen werden vom örtlichen Sportverein genutzt. Im Jahre 1995 wurde ein neuer Kindergarten angebaut. Eine Nutzung von Computersystemen als Teil des Unterrichts war ab dem Jahre 2001 möglich.

## Schulwald
Auf Initiative des damaligen Schulleiters Hans Otto Maier wurde 1971 die Errichtung eines Schulwaldes geplant und begonnen. Das Vorhaben traf im Dorf anfänglich auf Skepsis, so hieß es von einigen unter vorgehaltener Hand, „Loot em man moken, in de Masch dor wass keen Bööm“ (deutsch: „Lass die man machen, in der Marsch da wächst kein Baum“).
Dem zum Trotz wurde der Schulwald im August 1975 eingeweiht. Über die Jahre wurden 7500 Bäume und Sträucher in 40 Arten gepflanzt. Traditionell nehmen Schulabgänger einen der jungen von ihnen eingesetzten Bäume mit und pflanzen ihn um. In den Jahren 1977 und 1989 belegte die Schule den ersten Platz im landesweiten Schulwaldwettbewerb. Der Schulwald ist der Öffentlichkeit frei zugänglich und enthält seit 1989 auch einen botanischen Lehrpfad, eine Marderburg, und viele Nistkästen.

„In der Grundschule Fahretoft ist der Schulwaldgedanke vor wenigen Jahren mit erheblicher Intensität aufgegriffen und fortentwickelt worden. Es entstand eine für unsere Schulen mustergültige Anlage. […] Besonders überzeugten die Schülerarbeiten, Ergebnisse der Schulwaldarbeit im Unterricht.“

## Museum
Zusammen mit der Einweihung des Schulwaldes wurde 1975 zur Unterstützung des Heimat- und Sachunterrichtes ein Museum in der Schule eingerichtet. Dies sollte es ermöglichen, technische Entwicklungen für die Kinder anschaulich zu machen. So war beispielsweise die Entwicklung des Bügeleisens, vom Ganzeisen bis zum modernen elektrischen Gerät, eine der ersten Sammlungen; „Ländliches Brauchtum“ eine weitere. In den Anfangsjahren waren Herrichtung, Säuberung und Imprägnierung der Ausstellungsstücke Teil des Unterrichts, wodurch die Schüler sich direkt mit der ehemaligen Verwendung und Bedeutung der Gegenstände auseinandersetzen konnte. Von 1979 an war das Museum auch für die Öffentlichkeit zugänglich. Die Begleittexte zu den Ausstellungsstücken sind zweisprachig gehalten, in Hochdeutsch und Friesisch. In späteren Jahren wurden Teile der Sammlung an andere Orte ausgelagert.